# Sarugaku

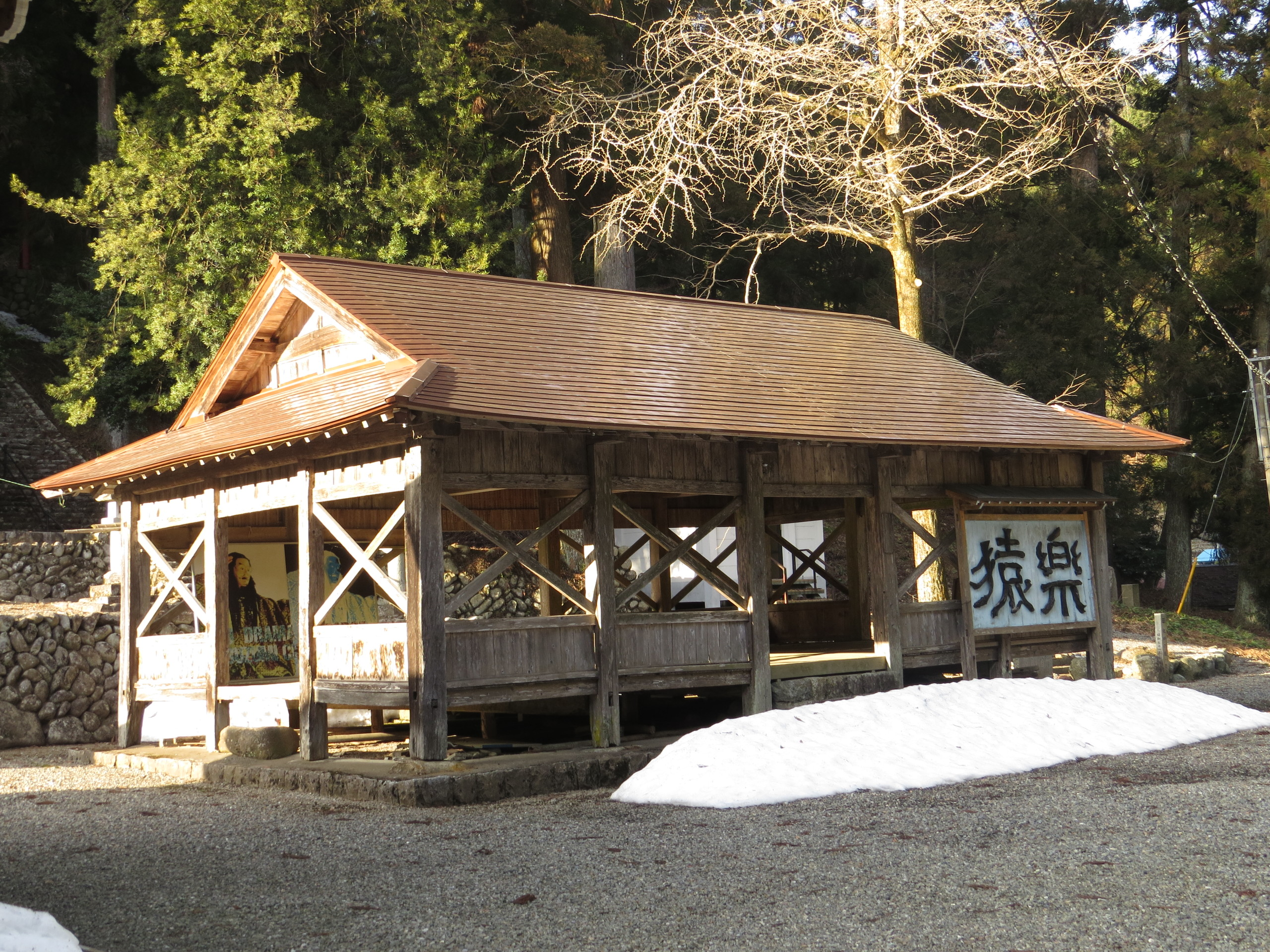
Escenario para sarugaku en Nogohakusan-jinja, Ibigawa, Gifu, Japón

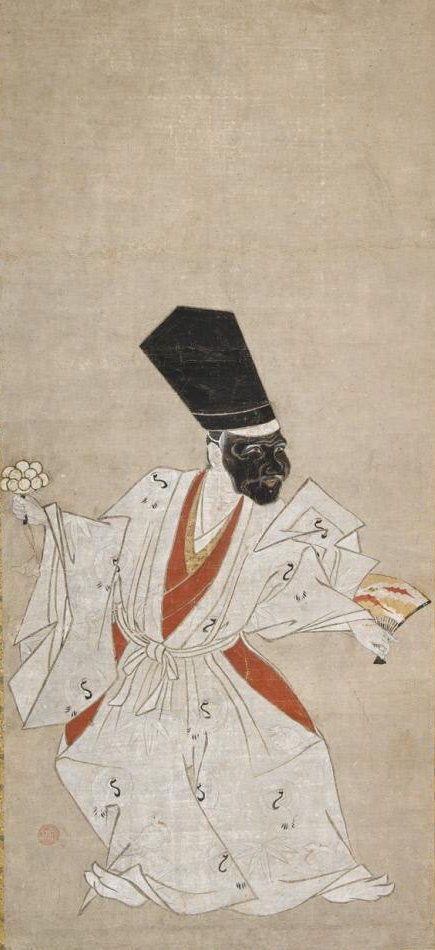
Bailarín de sarugaku.

El sarugaku (en japonés: 猿楽, «música de monos») fue una forma de teatro popular en Japón durante los siglos XI a XIV. Se originó a partir del sangaku, una forma de entretenimiento que recuerda al circo de hoy en día, que consiste principalmente en acrobacias, malabares y pantomimas, a veces combinadas con el baile de tambores. 
Llegó de China a Japón en el siglo VIII y allí se mezcló con las tradiciones indígenas, en particular las celebraciones de la cosecha de dengaku. En el siglo XI, la forma comenzó a favorecer los bocetos cómicos mientras que otros elementos se desvanecían. A finales del siglo XII, el término sarugaku había llegado a incluir diálogos cómicos basados en el juego de palabras (toben), bailes cómicos improvisados de fiesta (ranbu), obras cortas con varios actores y arreglos musicales basados en las tradiciones cortesanas. Durante el siglo XIII, hubo una mayor estandarización de las palabras, los gestos, los arreglos musicales y las combinaciones de programas; así como la adopción del sistema de gremios (za) al que se pueden remontar todas las escuelas Noh actuales. 
El Kyōgen también se desarrolló a partir de sarugaku. De particular importancia es el desarrollo de las compañías de sarugaku en Yamato alrededor de Nara y Kyoto durante los períodos Kamakura y principios del Muromachi. En particular, la tropa de sarugaku Noh Yuzaki, dirigida por Kan'ami, actuó en 1374 ante el joven shōgun Ashikaga Yoshimitsu. El éxito de esta única actuación y el consiguiente patrocinio del shogun sacó a la forma de arte permanentemente de las brumas de su pasado plebeyo. A partir de entonces, el término sarugaku dio paso a la nomenclatura actual, noh.
El término japonés sarugaku también se utiliza en otros contextos para referirse a un trabajo o profesión que parece degradar al empleado o tratarlo como una fuente de entretenimiento más que como un profesional.
Según William Scott Wilson, saragaku se traduce como «música de monos», siendo una antigua forma de drama, y es el predecesor de Noh. Takuan Sōhō afirma como hecho que «el recitado del emperador se da como Sarugaku».